# Andrés Gudiño
Andrés Guillermo Gudiño Portillo (Mérida, 27 de enero de 1997), es un futbolista mexicano que se desempeña como guardameta y su equipo actual es el Cruz Azul de la Primera División de México.

## Trayectoria
Sus inicios en su carrera fue en las inferiores con los Pioneros de Cancún de la Segunda División de México.

### Venados F.C.
Para el año 2015, y tras buenas actuaciones Gudiño fue traspasado a los  Venados F.C. de la Liga de Ascenso MX, donde tuvo una participación regular en el torneo; para el 23 de enero de 2018 debutó en la Copa MX ante Cafetaleros de Tapachula.

### Cruz Azul
En 2018 llegó al Cruz Azul Hidalgo, y sus buenas actuaciones le valieron para ser tomado en cuenta por el primer equipo del Cruz Azul, aunque debido a la titularidad de José de Jesús Corona solo jugaba en partidos sub-20 y en ocasiones, jugaba en la filial de Hidalgo.
El 16 de julio de 2020 durante las semifinales de la Copa GNP por México atajó 2 penales, y con eso ayudó al equipo a calificar a la final. 
El 6 de abril de 2021 jugó su primer partido oficial como jugador celeste y debutar en la Liga de Campeones de la Concacaf al participar como titular en el juego de ida ante Arcahaie Football Club, jugó los 90 minutos.
En liga debutó el 26 de julio de 2021 en la derrota de su equipo 0-2 contra el Mazatlán FC. En su segundo partido, atajó un penal a Fernando Gorriarán en un partido que acabó 1-1 contra Santos Laguna y fue elegido jugador del partido. Consiguió su primera victoria en primera división el 6 de agosto de 2021, en una visita al Club Necaxa que acabó con marcador de 1-2.

### Tepatitlán F.C.
Para la temporada Clausura 2021 de la Liga de Expansión MX, se incorporó como préstamo a la escuadra alteña del Tepatitlán Fútbol Club, donde tuvo una destacada actuación con la escuadra jalisciense, para posteriormente regresar con la escuadra del Cruz Azul.

## Estadísticas
Actualizado al último partido jugado el 15 de abril de 2025.
| Club                  | Temporada           | Liga | Liga | Liga | Copas Nacionales | Copas Nacionales | Copas Nacionales | Copas Internacionales | Copas Internacionales | Copas Internacionales | Total | Total | Total |
| Club                  | Temporada           | PJ   | G    | A    | PJ               | G                | A                | PJ                    | G                     | A                     | PJ    | G     | A     |
| --------------------- | ------------------- | ---- | ---- | ---- | ---------------- | ---------------- | ---------------- | --------------------- | --------------------- | --------------------- | ----- | ----- | ----- |
| Venados México        | 2017-18             | -    | -    | -    | 2                | 0                | 0                | -                     | -                     | -                     | 2     | 0     | 0     |
| Venados México        | Total               | -    | -    | -    | 2                | 0                | 0                | -                     | -                     | -                     | 2     | 0     | 0     |
| Cruz Azul México      | 2020-21             | -    | -    | -    | -                | -                | -                | 2                     | 0                     | 0                     | 2     | 0     | 0     |
| Cruz Azul México      | 2021-22             | 6    | 0    | 0    | -                | -                | -                | -                     | -                     | -                     | 6     | 0     | 0     |
| Cruz Azul México      | 2022-23             | 0    | 0    | 0    | -                | -                | -                | 2                     | 0                     | 0                     | 2     | 0     | 0     |
| Cruz Azul México      | 2023-24             | 14   | 0    | 0    | -                | -                | -                | -                     | -                     | -                     | 14    | 0     | 0     |
| Cruz Azul México      | 2024-25             | 1    | 0    | 0    | -                | -                | -                | 2                     | 0                     | 0                     | 3     | 0     | 0     |
| Cruz Azul México      | 2025-26             | 0    | 0    | 0    | -                | -                | -                | 0                     | 0                     | 0                     | 0     | 0     | 0     |
| Cruz Azul México      | Total               | 21   | 0    | 0    | -                | -                | -                | 6                     | 0                     | 0                     | 27    | 0     | 0     |
| Tepatitlán F.C México | 2021-22             | 16   | 0    | 0    | -                | -                | -                | -                     | -                     | -                     | 16    | 0     | 0     |
| Tepatitlán F.C México | Total               | 16   | 0    | 0    | -                | -                | -                | -                     | -                     | -                     | 16    | 0     | 0     |
| Total en su carrera   | Total en su carrera | 37   | 0    | 0    | 2                | 0                | 0                | 6                     | 0                     | 0                     | 45    | 0     | 0     |

## Palmarés

### Campeonatos nacionales
| Título                  | Equipo    | País   | Año  |
| ----------------------- | --------- | ------ | ---- |
| Liga MX                 | Cruz Azul | México | 2021 |
| Campeón de Campeones MX | Cruz Azul | México | 2021 |
| Supercopa de la Liga MX | Cruz Azul | México | 2022 |

### Campeonatos internacionales
| Título                           | Equipo    | País   | Año  |
| -------------------------------- | --------- | ------ | ---- |
| Liga de Campeones de la Concacaf | Cruz Azul | México | 2025 |